# Boski
Boski (wł. Il divo) – włosko-francuski dramat biograficzny z 2008 roku w reżyserii Paola Sorrentino, oparty na życiu Giulia Andreottiego, byłego wielokrotnego premiera Włoch.
Obraz miał swoją premierę 23 maja 2008 roku w konkursie głównym na 61. MFF w Cannes, gdzie zdobył Nagrodę Jury. Później filmowi przyznano m.in. siedem nagród włoskiego przemysłu filmowego David di Donatello oraz nominację do Oscara za najlepszą charakteryzację.

## Fabuła
Opowieść o włoskim polityku Giulio Andreottim, który siedmiokrotnie wybierany był na premiera przez parlament. Akcja filmu rozgrywa się w czasie siódmego wyboru Andreottiego na szefa włoskiego rządu w 1992 roku i obejmuje zwłaszcza proces sądowy, podczas którego polityk ten oskarżony został o ścisłe związki z mafią.

## Obsada
- Toni Servillo jako Giulio Andreotti
- Anna Bonaiuto jako Livia Danese
- Piera Degli Esposti jako pani Enea, sekretarka premiera
- Paolo Graziosi jako Aldo Moro
- Giulio Bosetti jako Eugenio Scalfari
- Flavio Bucci jako Franco Evangelisti
- Carlo Buccirosso jako Paolo Cirino Pomicino
- Giorgio Colangeli jako Salvo Lima
- Alberto Cracco jako Don Mario
- Lorenzo Gioielli jako Mino Pecorelli
- Gianfelice Imparato jako Vincenzo Scotti
- Massimo Popolizio jako Vittorio Sbardella
- Aldo Ralli jako Giuseppe Ciarrapico
- Giovanni Vettorazzo jako sędzia Scarpinato
- Cristina Serafini jako Caterina Stagno
- Achille Brugnini jako Fiorenzo Angelini
- Fanny Ardant jako żona ambasadora Francji

## Produkcja
Zdjęcia kręcono w Rzymie, Turynie, Neapolu oraz w Gressoney-Saint-Jean (Dolina Aosty).